# Dorfkirche Eickstedt

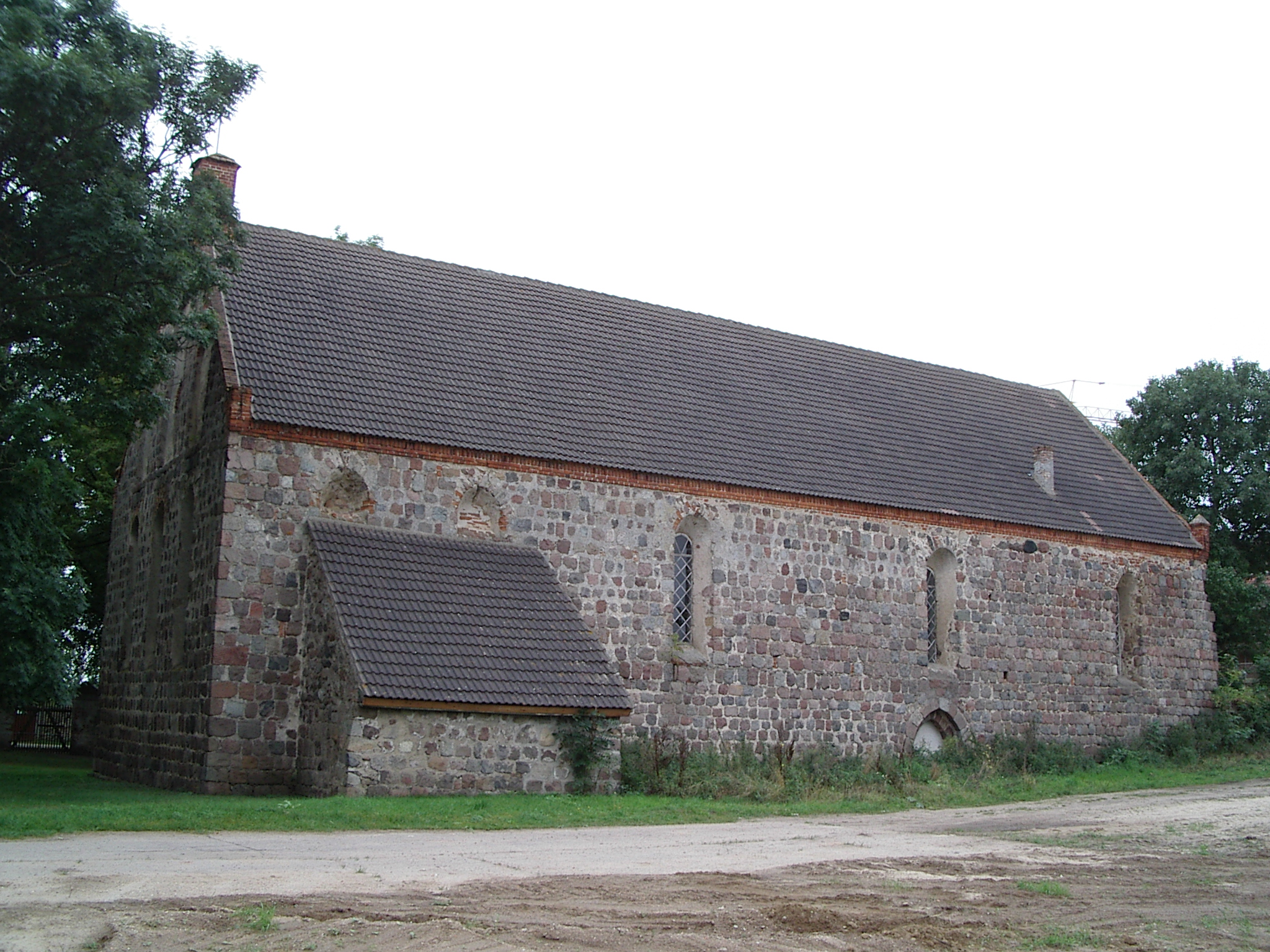
Dorfkirche Eickstedt

Die evangelische, denkmalgeschützte Dorfkirche Eickstedt steht in Eickstedt, einem Ortsteil der Gemeinde Randowtal im Landkreis Uckermark in Brandenburg. Die Kirche gehört zur Kirchengemeinde Falkenwalde im Kirchenkreis Uckermark der Evangelischen Kirche Berlin-Brandenburg-schlesische Oberlausitz.

## Beschreibung
Die Feldsteinkirche wurde in der zweiten Hälfte des 13. Jahrhunderts gebaut. Erhalten geblieben ist das Langhaus und die Sakristei an der Nordwand. Von dem im Dreißigjährigen Krieg zerstörten Kirchturm im Westen sind nur noch die Grundmauern erhalten.
Der Innenraum ist mit einer Holzbalkendecke überspannt. An der Ostwand befindet sich ein Sakramentshaus. Zur Kirchenausstattung gehört ein Altar von 1591, der mit Pilastern und Säulen gegliedert ist. Im Altarretabel befindet sich ein Relief mit der Darstellung des Abendmahls. Die hölzerne Kanzel ist mit Beschlagwerk verziert. Die Empore im Westen wurde in der ersten Hälfte des 18. Jahrhunderts eingebaut. Auf ihr steht die Orgel mit zehn Registern auf einem Manual und Pedal. Sie wurde 1858/59 von Matthias Fernau und seinem Mitarbeiter Friedrich Albert Mehmel für das Lehrerseminar in Franzburg erbaut, 1899 nach Eickstedt umgesetzt, und nach Kriegsbeschädigung 1952 instand gesetzt und umdisponiert.